# Tour du Finistère 2017
La 32e édition du Tour du Finistère a lieu le 15 avril 2017. La course fait partie du calendrier UCI Europe Tour 2017 en catégorie 1.1. C'est également la septième épreuve de la Coupe de France de cyclisme sur route 2017.

## Présentation

### Équipes
Classé en catégorie 1.1 de l'UCI Europe Tour, le Tour du Finistère est par conséquent ouvert aux WorldTeams dans la limite de 50 % des équipes participantes, aux équipes continentales professionnelles, aux équipes continentales et aux équipes nationales.
Quatorze équipes participent à ce Tour du Finistère - deux WorldTeams, six équipes continentales professionnelles et six équipes continentales :
| WorldTeams (2)- AG2R La Mondiale - FDJ Équipes continentales professionnelles (6)- Cofidis, Solutions Crédits - Delko Marseille Provence KTM - Direct Énergie - Fortuneo-Vital Concept - Manzana Postobón - Wanty-Groupe Gobert Équipes continentales (6)- Armée de terre - Cibel-Cebon - Euskadi Basque Country-Murias - HP BTP-Auber 93 - Joker Icopal - Roubaix Lille Métropole |
| |

## Classements

### Classement final
| \| Classement général \| Classement général \| Classement général \| Classement général \| Classement général \| \| Coureur \| Coureur \| Pays \| Équipe \| Temps \| \| ------------------ \| ------------------ \| ------------------ \| -------------------------- \| ------------------ \| \| 1er \| Julien Loubet \| France \| Armée de terre \| 4 h 48 min 38 s \| \| 2e \| Julien Simon \| France \| Cofidis, Solutions Crédits \| + 2 s \| \| 3e \| Pierre Latour \| France \| AG2R La Mondiale \| + 2 s \| \| 4e \| Julien Antomarchi \| France \| Roubaix Lille Métropole \| + 2 s \| \| 5e \| Frederik Backaert \| Belgique \| Wanty-Groupe Gobert \| + 2 s \| \| 6e \| Romain Hardy \| France \| Fortuneo-Vital Concept \| + 2 s \| \| 7e \| David Gaudu \| France \| FDJ \| + 9 s \| \| 8e \| Thibault Ferasse \| France \| Armée de terre \| + 9 s \| \| 9e \| Franck Bonnamour \| France \| Fortuneo-Vital Concept \| + 12 s \| \| 10e \| Jérémy Cornu \| France \| Direct Énergie \| + 13 s \| |                   |          |                            |                 |
| |                   |          |                            |                 |
| Sources : ProCyclingStats Cycling Archives |                   |          |                            |                 |
| Classement général |                   |          |                            |                 |
| Coureur | Coureur           | Pays     | Équipe                     | Temps           |
| 1er | Julien Loubet     | France   | Armée de terre             | 4 h 48 min 38 s |
| 2e | Julien Simon      | France   | Cofidis, Solutions Crédits | + 2 s           |
| 3e | Pierre Latour     | France   | AG2R La Mondiale           | + 2 s           |
| 4e | Julien Antomarchi | France   | Roubaix Lille Métropole    | + 2 s           |
| 5e | Frederik Backaert | Belgique | Wanty-Groupe Gobert        | + 2 s           |
| 6e | Romain Hardy      | France   | Fortuneo-Vital Concept     | + 2 s           |
| 7e | David Gaudu       | France   | FDJ                        | + 9 s           |
| 8e | Thibault Ferasse  | France   | Armée de terre             | + 9 s           |
| 9e | Franck Bonnamour  | France   | Fortuneo-Vital Concept     | + 12 s          |
| 10e | Jérémy Cornu      | France   | Direct Énergie             | + 13 s          |

### Classements annexes
| Classement des sprints | Classement du meilleur jeune |

### UCI Europe Tour
Ce Tour du Finistère attribue des points pour l'UCI Europe Tour 2017, par équipes seulement aux coureurs des équipes continentales professionnelles et continentales, individuellement à tous les coureurs sauf ceux faisant partie d'une équipe ayant un label WorldTeam.
| Position,          | 1er | 2e | 3e | 4e | 5e | 6e | 7e | 8e | 9e | 10e | 11e | 12e | 13e à 15e | 16e à 25e |
| Classement général | 125 | 85 | 70 | 60 | 50 | 40 | 35 | 30 | 25 | 20  | 15  | 10  | 5         | 3         |

## Liste des participants
| Légende | Légende                                                                    | Légende | Légende                                                    |
| ------- | -------------------------------------------------------------------------- | ------- | ---------------------------------------------------------- |
| Num     | Dossard de départ porté par le coureur sur ce Tour du Finistère            | Pos     | Position à l'arrivée de la course                          |
|         | Indique un maillot de champion national ou mondial, suivi de sa spécialité | NP      | Indique un coureur qui n'a pas pris le départ de la course |
| AB      | Indique un coureur qui n'a pas terminé la course                           | HD      | Indique un coureur qui a terminé la course hors des délais |

|}
|}